# Крюйткамера
Крюйткамера (на нидерландски: kruit-kamer от kruit – барут и kamer – стая) така се нарича във времената на ветроходния флот помещението на военния кораб, предназначено за съхранение на барута (както бурета с барут, така и готовите за стрелба барутни заряди) и сигналните ракети. Разположена е, като правило, в носа или кърмата на кораба под водолинията. Термина излиза от употреба в края на 19 век.

## Устройство на крюйткамерата
Съгласно Морския устав:
1. крюйткамерата трябва да е под товарната водолиния;
2. помещението на крюйткамерата трябва да помества в определено положение определен брой кутии със заряди и запасен барут;
3. сандъците с барута и зарядите трябва да са водонепроницаеми;
4. крюйткамерата трябвада е добре вентилирана;
5. фенерите за осветление на крюйткамерата трябва да са на такава височина, че да е невъзможно случайното им повреждане по време на работа. Също така фенерите трябва да са изоливани от въздуха във вътрешността на крюйткамерата;
6. крюйткамерите трябва да имат кранове за напълване и изпразване с вода;
7. помещението на крюйткамерата трябва да е херметично;
8. на кораба крюйткамерата трябва да е далеч от камбуза, котлите и люковете.